# Nördliche Dynastien
Die Nördlichen Dynastien (chinesisch 北朝, Pinyin běicháo) bezeichnen eine kurzlebige türkisch-mongolische Fremdherrschaft in Nordchina von fünf Dynastien in der Zeit der Südlichen und Nördlichen Dynastien. Sie standen in einem destruktiven Spannungsverhältnis zwischen der Kultur Chinas und derjenigen mongolischer, türkischer und tibetischer Nomaden.
Der eine Mehrheit der Han-Chinesen Nordchinas regierende Stamm zur Zeit der Wei-Dynastie waren die türkischen Tabgatsch, auch Toba genannt. Der bedeutendste Toba-Herrscher war Tuoba Tao (Tai Wu, gestorben 452). Er residierte in Datong am Rand der Steppe. Als sinisierter Daoist verfolgte er die Buddhisten in China.